# (28766) Monge
(28766) Monge est un astéroïde de la ceinture principale.

## Description
(28766) Monge est un astéroïde de la ceinture principale. Il fut découvert par Paul G. Comba le 29 avril 2000 à Prescott. Il présente une orbite caractérisée par un demi-grand axe de 3,0798 UA, une excentricité de 0,168 et une inclinaison de 2,47° par rapport à l'écliptique.
Il fut nommé en hommage au mathématicien français Gaspard Monge (1746-1818).

## Compléments